# Викарни епископ мохачки
Викарни епископ мохачки је титула коју носи викарни архијереј у Српској православној цркви, који је викар епископа бачког.
Свети архијерејски сабор Српске православне цркве је на пролећном заседању 2018. године, изабрао архимандрита манастира Ковиљ Исихија за викарног епископа мохачког.
Епископ мохачки Исихије је хиротонисан 24. јуна 2018. године у Саборној цркви у Новом Саду, од стране патријарха српског Иринеја, а у присуству највиших црквених великодостојника.

## Епископи
- Исихије Рогић (2018—2021)
- Дамаскин Грабеж (од 2021)